# International Human Dimensions Programme on Global Environmental Change
Das International Human Dimensions Programme on Global Environmental Change (IHDP) war eine internationale, interdisziplinäre Nichtregierungs-Wissenschaftsorganisation. Es wurde 1996 vom International Council for Science (ICSU) und dem International Social Science Council (ISSC) gegründet und endete 2014. Das IHDP wollte wissenschaftliche Forschung, Kapazitätenbildung und Vernetzung vorantreiben, katalysieren und koordinieren.
Das Themenspektrum reichte von der Dynamik der Landnutzung und der dadurch verursachten Landveränderungen, institutioneller Dimensionen globaler Umweltveränderungen, menschlicher Sicherheit, nachhaltiger Produktions- und Konsumsysteme bis hin zu Nahrungs- und Wasserthemen, Urbanisierung und dem weltweiten Kohlenstoffzyklus, also dem Klimawandel. Laut Bundesministerium für Bildung und Forschung, das einen großen Teil der finanziellen Mittel beisteuerte, lag ein besonderer Schwerpunkt in der Zusammenarbeit mit Entwicklungs- und Schwellenländern.
Dabei arbeitete das IHDP mit mehreren globalen Partnern zusammen: Dem International Geosphere-Biosphere Programme (IGBP), dem World Climate Research Programme (WCRP) sowie dem International Programme on Biodiversity (DIVERSITAS). Gemeinsam bildeten diese vier Organisationen die Earth System Science Partnership (ESSP). Das IHDP unterstützte darüber hinaus das Global Change System for Analysis, Research and Training (START) und arbeitete zusammen mit zwischenstaatlichen Körpern wie dem Asia-Pacific Network for Global Change Research (APN) oder dem Inter-American Institute for Global Change Research (IAI).
Das Sekretariat des IHDP befand sich ab November 1996 an der Universität Bonn. Sein Personal bestand aus einem ausführenden Direktor, drei Internationalen Wissenschaftsprojekt-Koordinatoren sowie fünf weiteren Stellen. Es hatte die Aufgabe, als Verteiler im Netzwerk der angeschlossenen Forschungsstellen zu fungieren und Informationen an diese sowie an relevante Einzelpersonen weiterzuleiten.
Das Budget betrug 2004 1,1 Millionen und 2005 930.000 US-Dollar, wozu noch 550.000 Dollar für die Durchführung des so genannten Open Meeting hinzugezählt werden müssen.